# Alcaligenaceae
Le Alcaligenaceae sono una famiglia di batteri, inclusi nell'ordine dei Burkholderiales. I suoi membri si possono trovare nell'acqua, nel suolo, negli animali e negli umani. Certe specie come i Bordetella, sono patogene per gli umani e per alcuni animali.